# Stephanie Capomolla
Stephanie Lucrezia Capomolla (* 1. Dezember 1991 in Rheinfelden) ist eine italienisch-schweizerische Fussballspielerin.

## Leben

### Karriere
Capomolla startete ihre Karriere mit dem FC Rheinfelden. Es folgten Stationen in den Jugendteams des FC Pratteln und FC Concordia Basel. Zur Saison 2008/2009 gab sie ihr Profi-Debüt in der Nationalliga B für den FC Concordia Basel und kam bis zu Saisonende auf sieben Einsätze.
Im August 2009 verließ Capomolla Concordia und wechselte zum Lokalrivalen FC Basel. In ihrer ersten Saison beim FCB spielte sie in der U-19 Mannschaft und kam in der Saison 2010/2011 zu 12 Profieinsätzen in der Nationalliga A für Basel.
Im Januar 2011 kehrte sie in die Nationalliga B zurück und unterschrieb für den FFC Therwil.

### International
In der Saison 2007/2008 gehörte Capomolla zum Kader der Schweizer U-17-Fußballnationalmannschaft.